# Gerhard Schaurte
Gerhard Schaurte (* 8. April 1803 in Deutz; † 28. Dezember 1878 in Boppard) war ein deutscher Unternehmer und der vorletzte Bürgermeister von Deutz.

## Leben
Er war der Sohn des Deutzer Unternehmers Christian Schaurte (1765–1817), seit 1811 Inhaber der Deutzer Seifenfabrik Schaurte & Co., und der Anna Gertrud Buchholtz (1770–1845). Schaurte heiratete am 12. Juni 1830 in Deutz in erster Ehe Elisabeth Commans (* 2. März 1804 in Deutz; † 1. November 1834 ebenda). Nach deren Tod heiratete er in zweiter Ehe am 25. Mai 1844 in Steinheim (Westfalen) die unehelich geborene Tochter der Stiftsdame Friederike Franziska von Kettler zu Alme (1793–1873), Marie Louise Antonetta Hubertine von Kettler (* 18. August 1823 in Köln; † 1. November 1881 in Deutz). Aus dieser zweiten Ehe stammt der später sehr bekannte Gastronom und Hotelier Louis Schaurté (1851–1934) in Berlin.
Schaurte übernahm mit seiner Ernennung als Zweiter Beigeordneter von Deutz im Jahre 1833 erstmals eine Verwaltungsposition. Damals wurde er beschrieben als „Kaufmann, selbstständig u. lebt in Wohlstand, verheiratet und zwey Kinder“. Eigentlich wollte er sich im September 1842 aus der Verwaltung der Bürgermeisterei zurückziehen, um sich ausschließlich seinen unternehmerischen Aufgaben widmen zu können, doch bat der Gemeinderat, den inzwischen zum Ersten Beigeordneten aufgerückten Schaurte, als Nachfolger von Wilhelm Franz Neuhöffer Bürgermeister von Deutz zu werden.
Am 21. Dezember 1842 informierte Bürgermeister Neuhöffer den Landrat Simons, dass der Kaufmann und „jüdische Schulvorstand“ Christian Schaurte die Absicht habe, eine allgemeine Gasbeleuchtung in Deutz einzurichten, „sofern ihm hierbei die Verwaltung einigen Vorschub“ leiste. Am 21. Januar 1843 genehmigte die Regierung die Einführung dieser Gasbeleuchtung. Dadurch wandelte sich das vom Vater einst gegründete Unternehmen in die Deutzer Gaswerke „Christian Schaurte“ (1844–1901), deren Inhaber Gerhard Schaurte mit seinem Bruder Christian Tillmann (1806–1856) war. Das Unternehmen lieferte als Monopolist bis zum Jahr 1900 das Leuchtgas an die Stadt Deutz. 
Seit Januar 1843 verwaltete Schaurte das Bürgermeisteramt, bevor er am 13. Dezember 1843 zunächst kommissarisch und am 21. Februar 1846 definitiv zum Bürgermeister bestellt wurde. Bereits 1844 hatte sich Schaurte aus der Leitung des Familienunternehmens zurückgezogen. Bei Debatten im Gemeinderat über die Gasbeleuchtung überließ Bürgermeister Schaurte als „privatim interessiert“ dem Ersten Beigeordneten das Präsidium. Durch die neue preußische Städte- und Landgemeindeordnung von 1856 wurde Deutz zu einer Stadtgemeinde erhoben. Gerhard Schaurte stand auch dieser vor, bis er mit Schreiben vom 27. März 1867 sein Amt "wegen vorgerückten Alters und körperlichen Leiden" niederlegte. Vermutlich kam er hierdurch einer Suspendierung zuvor, da er bereits seit längerer Zeit seinen Amtspflichten nicht mehr mit der erforderlichen Sorgfalt nachkam.

## Ehrungen
Nach seinem Neffen, dem Beigeordneten Theodor Schaurte wurde im Jahr 1911 in Deutz die Schaurtestraße benannt. Und das 1908 begründete Städtische Realgymnasium wurde zu Ehren der einst bedeutenden Familie in Gymnasium Schaurtestraße umbenannt.